# Zoot Sims Plays 4 Altos
Zoot Sims Plays 4 Altos è un album di Zoot Sims, pubblicato dalla ABC Paramount Records nel 1957. Il disco fu registrato l'11 gennaio 1957 a New York City, New York (Stati Uniti).

## Tracce
Tutti i brani composti da George Handy
Lato A
1. Quicker Blues – 4:32
2. Slower Blues – 6:22
3. Let's not Waltz Tonight – 3:57
4. The Last Day of Fall – 3:41

Lato B
1. J'espere enfin – 4:36
2. See a Key of "C" – 5:00
3. I Await Thee, Love – 4:37

## Musicisti
- Zoot Sims - sassofono alto (4 Altos Multi-Tracked)
- George Handy - pianoforte
- Knobby Totah - contrabbasso
- Nick Stabulas - batteria[3]